# Playon Crayon
Playon Crayon ist ein Album von Elsa Bergman. Die am 22. August 2022 im Fylkingen Studio, Stockholm, entstandenen Aufnahmen erschienen am 9. März 2023 im Eigenverlag Bergman Inspelningar.

## Hintergrund
Elsa Bergman, die zuvor in Anna Högbergs Sextett Attack und dem Improvisatonsquartett Festen gespielt hatte, legte nach einem ersten Album unter eigenem Namen mit dem Quintett Elsas Eget Omdöme (2017) und einem kollaborativen Trioalbum mit Lisa Ullén und Anna Lund (Space, Relative Pitch, 2021) und der Solo-EP A (2022) mit Playon Crayon ein Album mit ihren neu gebildeten gleichnamigen Quintett vor, bestehend aus Improvisationsmusikern, dessen Zusammenspiel auf der Basis von Bergmans Kompositionen in grafischer Notation fußt. Zur Kontrabassistin gesellen sich die Trompeterin Susana Santos Silva, der Gitarrist David Stackenäs, die Geigerin Katt Hernandez und die Schlagzeugerin Matilda Rolfsson. Das Album entstand mit Unterstützung des Schwedischen Kunstrates.

## Titelliste

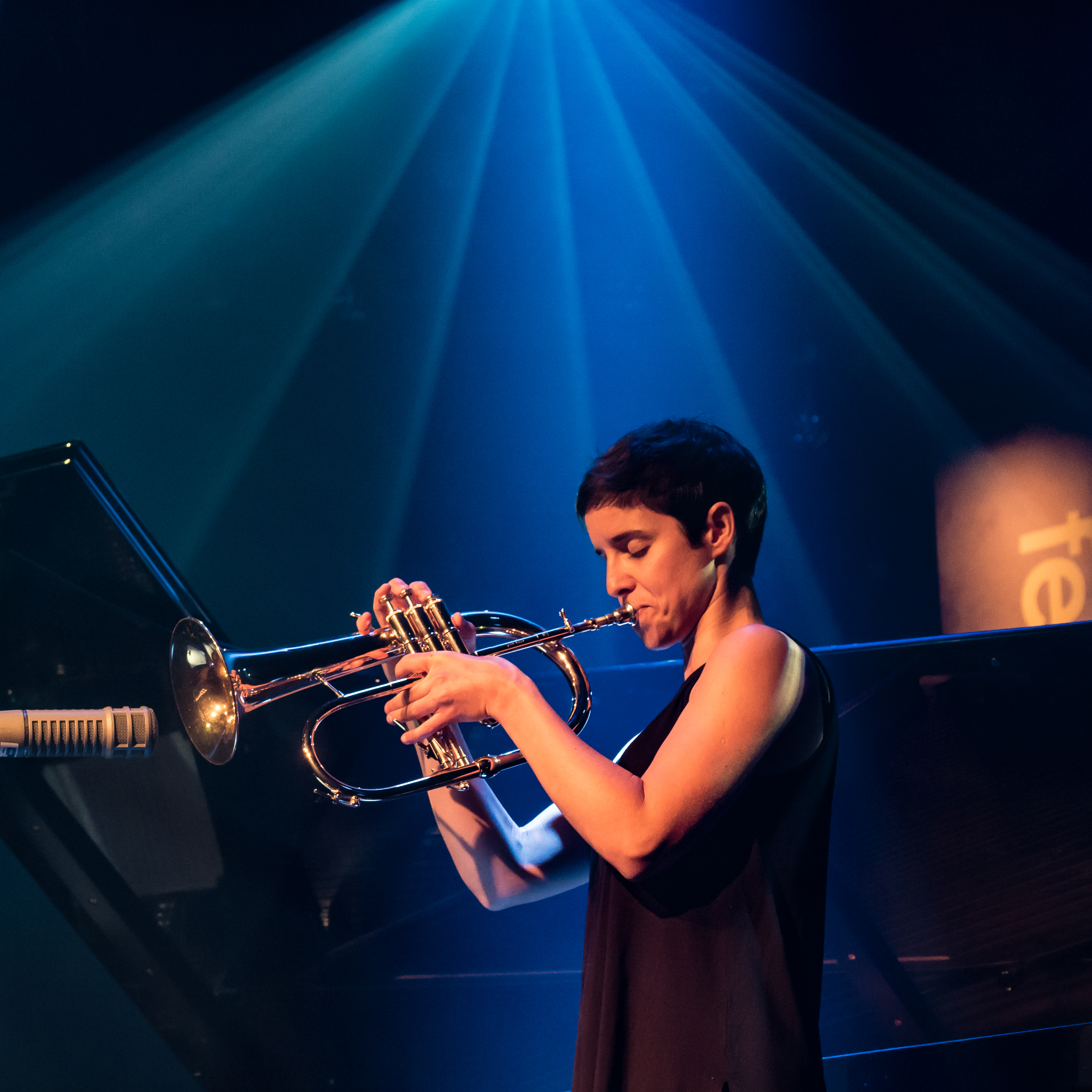
Susana Santos Silva beim Moers Festival 2016

- Elsa Bergman: Playon Crayon (Bergman Inspelningar IB 0004)

1. Kaleidoscope I 4:04
2. Rosmarie 7:59
3. Heartbeats 3:16
4. Maths 3:34
5. The Sea 6:06
6. Phone Cords 4:50
7. Inspired by Steve Adams 5:37
8. Kaleidoscope II 2:18

Die Kompositionen stammen von Elsa Bergman.

## Rezeption
Die Melodien von Playon Crayon seien impressionistisch und immer nur kurz zu erleben, schrieb Dave Sumner in Daily Bandcamp – wie Bilder, die aus dem Augenwinkel aufblitzen. Aber sie würden in Erinnerung bleiben, und eine langsame Anhäufung bringe ein größeres Bild davon hervor. Elsa Bergman betone diese ansprechende Flüchtigkeit weiter, indem sie den Stücken des Albums selten eine definierte Struktur gebe; stattdessen würden sie mit einem improvisatorischen „im-Geiste-von“-Ansatz arbeiten, der den Umriss einer Form und Flugbahn liefere, um alles zusammenzubinden. Es sei ein faszinierendes Album, das sowohl Herausforderungen als auch Zwischenspiele der Glückseligkeit biete.
Playon Crayon sei eine auf Improvisation ausgerichtete Veröffentlichung, die zwischen verspielt, kantig und erfinderisch wechsle, meinte Roger Batty in Musique Machine; es würde ein gutes Stück akustisches Terrain abdecken, mit einigen ordentlichen Drehungen und Wendungen innerhalb der Stücke. Playon Crayon sei ein äußerst fesselndes, manchmal überraschendes Beispiel für Improvisationsmusik – wobei Bergmans Kompositionen oft sowohl gewagt als auch Genre-übergreifend in ihrer Entfaltung seien.